# Allsvenskan 2023
La temporada 2023 fue la 99.ª edición de la Allsvenskan, la máxima categoría del fútbol de Suecia desde su creación en 1924. La temporada comenzó el 1 de abril y finalizó el 12 de noviembre. El campeón defensor fue Häcken.

## Formato
Los 16 equipos participantes jugaron entre sí todos contra todos dos veces totalizando 30 partidos cada uno, al término de la fecha 30, el primer clasificado se coronó campeón de la liga y obtuvo un cupo para la primera ronda de la Liga de Campeones 2024-25, mientras que el subcampeón y el tercero obtuvieron un cupo para la primera ronda de la Liga Europa Conferencia 2024-25, por otro lado, el décimo cuarto clasificado jugó unos playoffs por la permanencia contra el tercero de la Superettan 2023 mientras que los dos últimos descendieron a la segunda división sueca.
Un tercer cupo para la primera ronda de la Liga Europa Conferencia 2024-25 fue asignado al campeón de la Copa de Suecia.

## Ascensos y descensos
| Pos. | Descendidos a la Allsvenskan |
| ---- | ---------------------------- |
| 15.º | Helsingborgs IF              |
| 16.º | GIF Sundsvall                |

| Pos. | Ascendidos desde la Superettan |
| ---- | ------------------------------ |
| 1.º  | IF Brommapojkarna              |
| 2.º  | Halmstads BK                   |

## Información de los equipos
Participaron 16 clubes, 14 de la temporada anterior y 2 ascendidos de la Superettan 2022.
| Club              | Ciudad     | Estadio              | Capacidad |
| ----------------- | ---------- | -------------------- | --------- |
| AIK               | Estocolmo  | Friends Arena        | 50 000    |
| IF Brommapojkarna | Estocolmo  | Grimsta IP           | 5000      |
| Degerfors         | Degerfors  | Stora Valla          | 12 500    |
| Djurgårdens       | Estocolmo  | Tele2 Arena          | 30 000    |
| Elfsborg          | Borås      | Borås Arena          | 16 899    |
| Häcken            | Gotemburgo | Bravida Arena        | 6500      |
| Halmstads BK      | Halmstad   | Örjans vall          | 10 873    |
| Hammarby          | Estocolmo  | Tele2 Arena          | 30 000    |
| IFK Göteborg      | Gotemburgo | Gamla Ullevi         | 18 600    |
| IFK Norrköping    | Norrköping | Nya Parken           | 15 734    |
| Kalmar            | Kalmar     | Guldfågeln Arena     | 12 000    |
| Malmö             | Malmö      | Swedbank Stadion     | 22 500    |
| Mjällby           | Hällevik   | Estadio Strandvallen | 7500      |
| Sirius            | Uppsala    | Studenternas IP      | 6300      |
| Varbergs BoIS     | Varberg    | Påskbergsvallen      | 4500      |
| IFK Värnamo       | Värnamo    | Finnvedsvallen       | 5000      |

## Desarrollo

### Tabla de posiciones
|                                               | Equipo            | Puntos | J  | G  | E  | P  | GF | GC | DG  |
| --------------------------------------------- | ----------------- | ------ | -- | -- | -- | -- | -- | -- | --- |
| 1                                             | Malmö             | 64     | 30 | 20 | 4  | 6  | 62 | 27 | 35  |
| 2                                             | Elfsborg          | 64     | 30 | 20 | 4  | 6  | 59 | 26 | 33  |
| 3                                             | Häcken            | 57     | 30 | 18 | 3  | 9  | 69 | 39 | 30  |
| 4                                             | Djurgårdens       | 50     | 30 | 15 | 5  | 10 | 41 | 36 | 5   |
| 5                                             | IFK Värnamo       | 45     | 30 | 14 | 3  | 13 | 37 | 34 | 3   |
| 6                                             | Kalmar            | 45     | 30 | 13 | 6  | 11 | 35 | 40 | -5  |
| 7                                             | Hammarby          | 44     | 30 | 11 | 11 | 8  | 41 | 39 | 2   |
| 8                                             | Sirius            | 42     | 30 | 12 | 6  | 12 | 51 | 44 | 7   |
| 9                                             | IFK Norrköping    | 41     | 30 | 12 | 5  | 13 | 45 | 45 | 0   |
| 10                                            | Mjällby           | 41     | 30 | 12 | 5  | 13 | 32 | 34 | -2  |
| 11                                            | AIK               | 36     | 30 | 9  | 9  | 12 | 34 | 38 | -4  |
| 12                                            | Halmstads BK      | 36     | 30 | 9  | 9  | 12 | 30 | 44 | -14 |
| 13                                            | IFK Göteborg      | 34     | 30 | 8  | 10 | 12 | 33 | 37 | -4  |
| 14                                            | IF Brommapojkarna | 33     | 30 | 10 | 3  | 17 | 40 | 53 | -13 |
| 15                                            | Degerfors         | 26     | 30 | 7  | 5  | 18 | 30 | 62 | -32 |
| 16                                            | Varbergs BoIS     | 15     | 30 | 3  | 6  | 21 | 26 | 67 | -41 |
| Fuente: Allsvenskan; actualización automática |                   |        |    |    |    |    |    |    |     |

### Resultados
| Local \ Visitante | AIK | BRO | DEG | DJU | ELF | HAK | HAL | HAM | GOT | NOR | KAL | MAL | MJA | SIR | VRB | VAR |
| ----------------- | --- | --- | --- | --- | --- | --- | --- | --- | --- | --- | --- | --- | --- | --- | --- | --- |
| AIK               | —   | 2–2 | 2–0 | 2–0 | 1–2 | 1–2 | 1–1 | 2–0 | 2–2 | 0–3 | 1–1 | 0–0 | 1–0 | 0–0 | 3–0 | 3–1 |
| IF Brommapojkarna | 0–2 | —   | 1–2 | 1–2 | 0–3 | 2–1 | 3–1 | 1–0 | 0–0 | 2–2 | 2–3 | 1–2 | 2–0 | 1–2 | 2–1 | 0–2 |
| Degerfors IF      | 2–1 | 2–0 | —   | 2–1 | 1–2 | 1–0 | 3–1 | 2–2 | 1–2 | 0–2 | 1–3 | 1–2 | 1–2 | 0–3 | 1–1 | 0–2 |
| Djurgårdens IF    | 1–0 | 3–1 | 4–1 | —   | 0–4 | 1–0 | 1–0 | 0–0 | 1–0 | 2–2 | 3–1 | 2–0 | 2–0 | 2–4 | 2–0 | 1–2 |
| IF Elfsborg       | 3–0 | 5–0 | 2–2 | 1–1 | —   | 0–2 | 6–1 | 2–0 | 1–1 | 3–2 | 0–3 | 3–0 | 2–0 | 1–0 | 2–1 | 2–0 |
| BK Häcken         | 2–0 | 4–2 | 6–1 | 4–1 | 3–1 | —   | 3–2 | 3–1 | 4–1 | 4–1 | 1–3 | 4–2 | 3–0 | 3–2 | 2–0 | 3–1 |
| Halmstads BK      | 2–1 | 0–2 | 0–0 | 2–0 | 0–1 | 1–0 | —   | 0–0 | 0–0 | 1–3 | 3–0 | 0–1 | 1–1 | 2–1 | 0–5 | 2–2 |
| Hammarby IF       | 4–2 | 2–1 | 3–1 | 4–3 | 1–0 | 2–2 | 2–2 | —   | 1–1 | 2–1 | 3–1 | 1–3 | 0–0 | 2–2 | 2–0 | 0–2 |
| IFK Göteborg      | 1–1 | 1–0 | 6–0 | 2–1 | 1–2 | 4–2 | 0–0 | 1–1 | —   | 1–1 | 2–0 | 0–1 | 0–1 | 0–1 | 1–2 | 0–1 |
| IFK Norrköping    | 3–1 | 0–2 | 1–0 | 0–2 | 1–2 | 2–2 | 1–2 | 2–0 | 3–0 | —   | 1–0 | 0–1 | 0–2 | 1–1 | 4–3 | 2–1 |
| Kalmar FF         | 1–1 | 1–3 | 2–1 | 2–1 | 0–4 | 1–0 | 2–0 | 0–0 | 2–0 | 2–1 | —   | 1–0 | 0–2 | 2–2 | 1–0 | 1–3 |
| Malmö FF          | 3–1 | 2–1 | 5–0 | 0–0 | 1–0 | 2–2 | 3–0 | 4–2 | 2–2 | 3–0 | 1–0 | —   | 1–2 | 3–0 | 5–0 | 3–1 |
| Mjällby AIF       | 0–0 | 1–2 | 2–0 | 0–1 | 0–1 | 2–1 | 0–2 | 0–3 | 0–1 | 1–2 | 1–1 | 1–0 | —   | 3–0 | 2–2 | 2–3 |
| IK Sirius         | 0–1 | 3–2 | 3–2 | 0–0 | 3–4 | 1–4 | 1–2 | 1–2 | 2–0 | 2–0 | 3–0 | 1–3 | 2–3 | —   | 7–0 | 2–0 |
| Varbergs BoIS     | 1–2 | 4–3 | 1–1 | 0–1 | 0–0 | 0–2 | 1–2 | 0–1 | 1–2 | 1–3 | 0–0 | 0–6 | 0–3 | 1–1 | —   | 0–3 |
| IFK Värnamo       | 1–0 | 0–1 | 0–1 | 1–2 | 1–0 | 1–0 | 0–0 | 0–0 | 3–1 | 2–1 | 0–1 | 1–3 | 0–1 | 0–1 | 3–1 | —   |

## Play-off por la permanencia
El equipo ubicado en el 14.º puesto de la Allsvenskan, Brommapojkarna, se enfrenta al equipo que terminó en tercer lugar de la Superettan 2023, Utsiktens, en un play-off ida y vuelta, con el equipo de la Allsvenskan finalizando la llave de local.
| Ida; 24 de noviembre | Utsiktens BK | 0 – 7   | IF Brommapojkarna                                                                | Bravida Arena, Gotemburgo                                     |                                                               |
| 19:00 (UTC+1)        |              | Reporte | - Vasić 3', 28', 69' - Fritzson 11' - Timossi Andersson 44' - Johansson 84', 90' | Asistencia: 1392 espectadores Árbitro(s): Kristoffer Karlsson | Asistencia: 1392 espectadores Árbitro(s): Kristoffer Karlsson |

| Vuelta; 27 de noviembre | IF Brommapojkarna | 0 – 0 (Global 7 – 0) | Utsiktens BK | Grimsta IP, Estocolmo         |                               |
| 19:00 (UTC+1)           |                   | Reporte              |              | Árbitro(s): Mohammed Al-Hakim | Árbitro(s): Mohammed Al-Hakim |

- Brommapojkarna ganó 7–0 en el resultado global y permaneció en la Allsvenskan, Utsiktens en la Superettan.

## Goleadores
- Actualización final el 12 de noviembre de 2023.
| Pos. | Jugador            | Club        | Goles |
| ---- | ------------------ | ----------- | ----- |
| 1    | Isaac Kiese Thelin | Malmö FF    | 16    |
| 2    | Bénie Traoré       | BK Häcken   | 12    |
| 3    | Viktor Đukanović   | Hammarby IF | 11    |
| 3    | Gustav Engvall     | IFK Värnamo | 11    |
| 3    | Sebastian Nanasi   | Malmö FF    | 11    |
| 3    | Jeppe Okkels       | IF Elfsborg | 11    |
| 7    | Wessam Abou Ali    | IK Sirius   | 10    |
| 7    | Joakim Persson     | IK Sirius   | 10    |